# 翁明志
翁明志（1958年—），中華民國政治人物，福建省金門縣金寧鄉盤山村人。
翁明志於國立政治大學財稅系肄業之後，於鄭南榕的《自由時代週刊》雜誌社任職，並於1985年參選過台北市議員但未當選。而且翁明志也不滿於金門處於軍事戒嚴而與台灣有所差別待遇之下，1987年開始與不少金門同鄉前往抗議與陳情，結果被以「影響戰地安全」的理由限制往返金門，成為所謂的黑名單。
1987年8月21日，同樣來自金馬地區的翁明志、王長明、陳振堅到福建省政府前靜坐抗議金馬地區仍實施戒嚴。
翁明志於1989年代表民主進步黨參選金門縣立法委員，結果在無法返回金門拜票的情況之下，翁明志以五百餘票落選；之後翁明志持續推動金門人民基本人權與遷徙自由，反對軍事政治、戰地政務，並於1992年在民進黨徵召之下參選立法委員，但仍然落選。1992年11月7日，金馬地區解除戰地政務。1998年，翁明志參選金門縣議員，落選。2000年5月20日，陳水扁當選中華民國總統後，翁明志出任福建省政府委員兼秘書長；同年7月1日，民進黨金門縣黨部成立，翁明志出任首屆主任委員。2004年底，翁明志再度被民進黨徵召參選第六屆立法委員選舉，但也只得到一千餘票，落選。2007年，翁明志出任行政院政務顧問。
2009年，翁明志出任國立金門大學企管系兼任講師。2014年，翁明志出任金門酒廠專任董事。2015年，翁明志出任民進黨總統候選人蔡英文「金門縣小英之友會」顧問。2016年11月1日，翁明志出任福建省政府秘書長。2017年1月11日，出任金門青年公共事務協會輔導員。
2017年1月17日，出任行政院金馬聯合服務中心執行長。